# Arvid Müller
Arvid Jacob Louis Müller (2. april 1906 i København – 1. juli 1964 i Ordrup) var en dansk viseforfatter og manuskriptforfatter.
Müller arbejdede ofte sammen med broderen Børge Müller, ligesom han fra 1928 begyndte et samarbejde med Ludvig Brandstrup. Han var fra 1933 til 1936 bosat i London, Wien og Berlin, hvor han arbejdede for danske musik- og teaterforlag. Fra 1936 til 1940 arbejdede han hovedsageligt som revyforfatter.
Arvid Müller ligger begravet på Ordrup Kirkegård ved København.

## Filmografi
- Odds 777 (1932) (sangtekster)
- Skal vi vædde en million? (1932) (sangtekster)
- Tretten år (1932) (sangtekster)
- Nyhavn 17 (1933) (sangtekster)
- De blaa drenge (1933) (sangtekster)
- Tag det som en mand (1941) (manuskript)
- Ballade i Nyhavn (1942) (manuskript)
- Baby på eventyr (1942) (manuskript)
- Brevet fra afdøde (1946) (manuskript)
- Far betaler (1946) (manuskript)
- Stjerneskud (1947) (sangtekster)
- Op og ned langs kysten (1950) (manuskript)
- Min kone er uskyldig (1950) (manuskript)
- Op og ned langs kysten (1950) (manuskript)
- Alt dette og Island med (1951) (manuskript)
- Rekrut 67 Petersen (1952) (drejebog)
- Den kloge mand (1956) (sangtekster)
- Den store gavtyv (1956) (manuskript)
- Kispus (1956) (sangtekster)
- Englen i sort (1957) (manuskript)
- Styrmand Karlsen (1958) (sangtekster)
- Pigen og vandpytten (1958) (sangtekster)
- Styrmand Karlsen (1958) (musik)
- Kærlighedens melodi (1959) (sangtekster)
- Charles' tante (1959) (manuskript)
- Vi er allesammen tossede (1959) (manuskript)
- Kærlighedens melodi (1959) (manuskript)
- Den grønne elevator (1961) (drejebog)
- Støv på hjernen (1961) (manuskript)
- Sømænd og svigermødre (1962) (drejebog)
- Den kære familie (1962) (manuskript)
- Det støver stadig (1962) (manuskript)
- Den kære familie (1962) (manuskript)
- Tre piger i Paris (1963) (manuskript)
- Greven på Liljenborg (Alt for kvinden) (1964) (manuskript)
- Landmandsliv (1965) (sangtekster)